# 3e régiment du génie
Pour les articles homonymes, voir 3e régiment.
Le 3e régiment du génie, ou 3e RG, est un régiment de génie de l'armée française constitué sous la première Restauration. Plus ancien régiment de l’arme, ce régiment est implanté à Charleville-Mézières (département des Ardennes) et appartient à la 7ème brigade blindée (située à Besançon) de la 1ère division de l’Armée de Terre. Sa devise est "Ardennes tiens ferme", une région dont le régiment a su faire un de ses nombreux atouts.
À la pointe du combat en zone urbaine, ce régiment est reconnu comme un régiment expérimenté et performant et a participé à toutes les opérations extérieures de l’Armée de Terre depuis la guerre du Golfe (1990-1991).

## Historique

### Création du 3e régiment du génie
Le 3e régiment du génie a été créé le 11 septembre 1814 à Grenoble par le général Rogniat. Le régiment est formé de 3 unités : le 2e bataillon de mineurs et le 3e bataillon de sapeurs venant d'Alexandrie et le 4e bataillon de sapeurs venant de Metz.
Le 15 octobre 1815, le régiment est licencié avec le reste de l'armée et dissous à la Rochelle. Il est ensuite reformé à Montpellier le 1er octobre 1816 puis à Arras en 1871. À la déclaration de guerre en 1914, il est dissous et réduit à un dépôt de guerre. Il ensuite transféré à Angers au début du conflit puis à Rouen pour la durée de la guerre. Dissous à la veille de la Seconde Guerre mondiale, le 3e régiment du génie devient Dépôt de guerre no 3 le 2 septembre 1939. Entre 1940 et 1942, le régiment est réactivé à Castel-Sarrazin en 3e bataillon d'armistice. Il est ensuite recréé à Hussein Dey en 1942 à partir du 50e de pionnier, qui intègre le 101e en 1943. Le 3e bataillon de plage est créé en 1944-1945 puis le régiment est reconstitué, à Rastatt le 1er mars 1946, à partir des compagnies du 180e bataillon du génie, il est mis en sommeil en 1947. En parallèle, le 3e bataillon du génie, créé à Mézières le 1er avril 1947 est formé : il devient bataillon de génie de division blindée en décembre 1951. Il est transféré au Maroc en 1956, ne laissant à Mézières qu'un centre d'instruction. Il est ensuite affecté en Algérie (Mécheria- CA Oran) de 1958 à 1962. Au retour d'Algérie, le 3e régiment du génie est constitué à Mézières le 16 mai 1962 à partir des 3e bataillon du génie et 37e bataillon du génie.

### Les garnisons
En 1814, lors de sa création à Grenoble, le régiment est réparti en deux bataillons de 6 compagnies (2 compagnies de mineurs et 5 compagnies de sapeurs).
Lors des Cent-Jours, la 1re compagnie de mineurs a été rallié à La Mure et est alors intégrée à la Garde Impériale avec les capitaines Breistroff, Letier et les lieutenants Lapagne et Pierre. Le 21 Mars, le régiment se rallie et remonte sur Paris. En mai 1815, l’État-Major et le second bataillon retournent à Grenoble pour l’armée des Alpes et effectuent des travaux de fortification à Lyon, Montereau ainsi qu’Amboise. Le bataillon à l’armée du Nord est décimé à la bataille de Waterloo (Mont-Saint-Jean) en juin 1815. De cet épisode, les sapeurs du 3 tirent leur appellation de "sapeurs de la Garde".
Du 1er août au 15 octobre 1815, le régiment se trouve à la Rochelle et est dissous par le général Rogniat et le chef de corps, le colonel Izoard, a été relevé de son commandement.
Le régiment du génie de Montpellier a été recréé par le général Nempde le 15 octobre 1816. Les compagnies provisoires sont : Valence, Montpellier, Lyon, La Rochelle, Brest ainsi que les soldats qui étaient présents dans l’ancien 3e régiment du génie.
De 1816 à 1870, le régiment alterne tous les quatre ans de garnison entre Montpellier, Arras et Metz.
Du 9 septembre au 5 novembre 1870, il y a eu un dépôt de guerre à Lyon ainsi qu’à Bordeaux du 7 novembre 1870 au 16 mars 1871. De 1871 à 1914, le régiment se trouve à Arras où le 10 novembre 1874 sera créé le 4e régiment du génie à Arras (à partir du 4e bataillon). Celui-ci s’installe à Grenoble.
En 1914, le 6e bataillon devient le 9e régiment du génie à Tierville. De 1919 à 1921, le regroupement est fait à Arras et Rouen. Une portion centrale se trouve à Arras de 1921 à 1939. Le 1er mai 1933, le bataillon motorisé est créé à Versailles, son emblème est l’éléphant (voire insigne en annexes) et sa devise « Labor Improbus ». Le 31 août 1940, le bataillon d’Armistice est créé à Versailles. Il est dissous en décembre 1942. Du 16 juillet 1943 au 16 février 1944, le 3e bataillon du génie intègre le 101e régiment du génie à Hussein Dey. Le 3e bataillon de déminage se trouve à Houlgate de novembre 1944 à mai 1945.

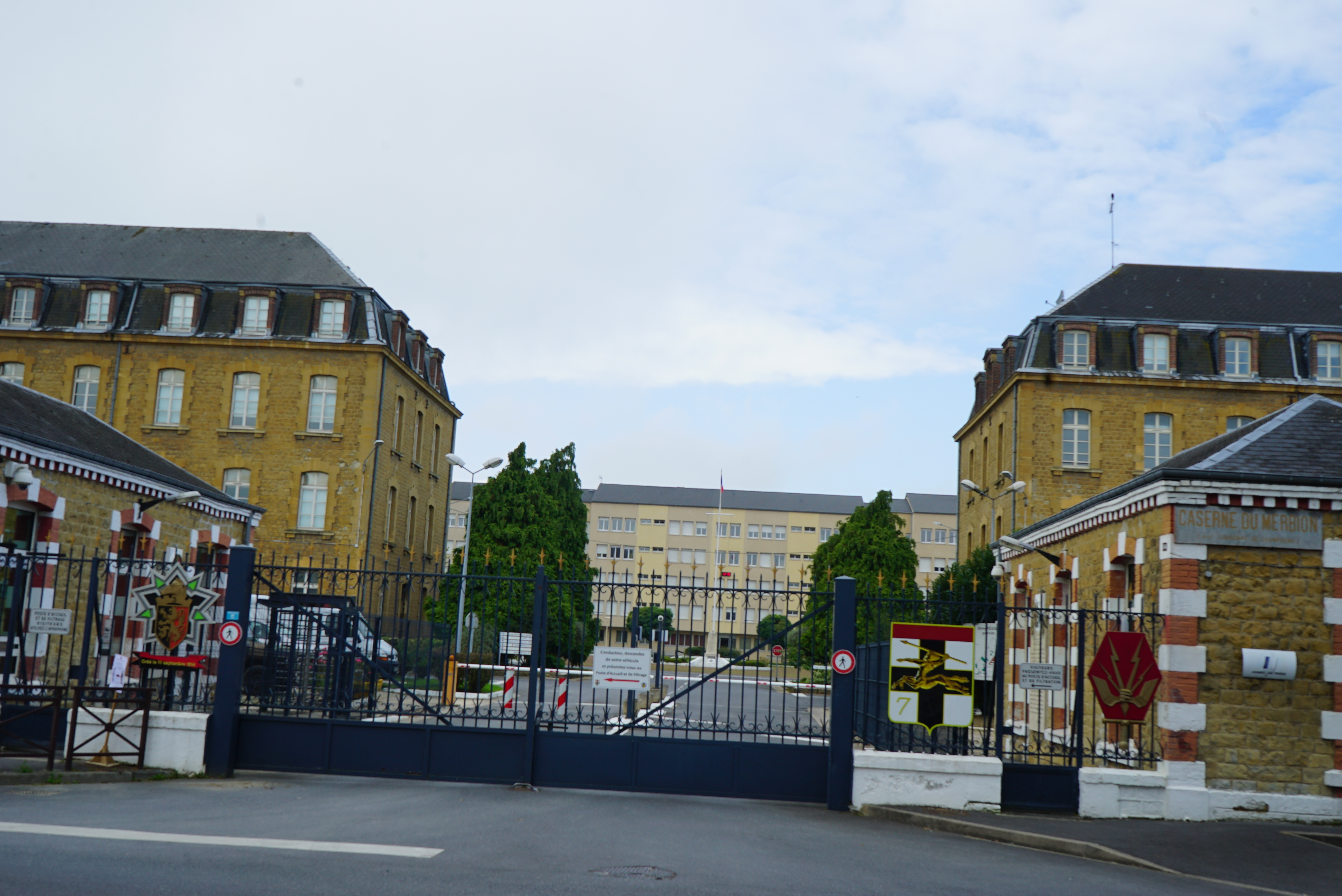
Caserne Dumerbion.

Le 3e régiment du génie est reformé à Rastatt (RFA) au camp Puysegur à partir du 180e régiment du génie le 1er mars 1946. Le 1er mai 1947, le 3e bataillon est créé à Mézières à partir de soldats présents en Allemagne. La 1re compagnie est alors stationnée à Sedan. Le 1er octobre 1949, le 3e régiment du génie de Rastatt est dissous et le drapeau est transféré à Mézières. Le personnel et les moyens sont eux transférés aux 10e, 12e et 13e régiments du génie. D’avril à décembre 1951, le 3e régiment est le régiment de corps d’armée et redevient, plus tard, bataillon de la 6e  Blindée. Du 27 février 1956 au 15 mai 1958, la portion centrale de commandement se trouve à Fez (Maroc) et les unités bases arrière mobilisent deux bataillons pour l’Algérie. La compagnie de dépôt est transférée à La Fère fin 1981. De 1958 à 1962, le poste de commandement est à Méchéria après avoir effectué un rapide transit par le ZEC (Algérie).
Le 3e régiment du génie est reconstitué le 16 mai 1962 à Mézières (qui deviendra en 1966 la ville de Charleville-Mézières). De 1966 à nos jours, la garnison se trouve à Charleville-Mézières, dans le département des Ardennes, à la Caserne Dumerbion.

### De 1815 à 1852
De 1815 à 1852, le régiment est envoyé pour l'Expédition d'Espagne (1823) ainsi que l'Expédition de Morée  (1828-1833) lors de la guerre d'indépendance grecque. Des détachements sont aussi présents en Algérie de 1830 à 1870. En 1849, les sapeurs font partie du corps expéditionnaire de la Méditerranée envoyé combattre la République romaine et participe au siège de Rome.

### De 1854 à 1871: Second Empire
Pendant le Second Empire, le régiment a participé à de nombreuses guerres et batailles : la guerre de Crimée (1854-1855), la Campagne d'Italie (1859), l’expédition en Chine (1859-1860) ainsi qu’en Cochinchine (1861), l'Expédition du Mexique (1861-1867) mais également la célèbre guerre franco-prussienne de 1870 avec ces différentes batailles : la Bataille de Forbach-Spicheren, la Bataille de Bazeilles et la Défense de Verdun.

### De 1871 à 1914
Les organisations successives de l'armée françaises s'appuient sur les lois organiques établies par Patrice de Mac Mahon (1873) jusqu’en 1914. À cette date, il est décidé que chaque corps d'armée disposera d'un bataillon du génie à 5, puis 6 compagnies (4 compagnies de combat du génie, 1 compagnie de Parc et une compagnie de pont). Le 3e régiment du génie s’installe en 1871 à Arras. Le corps expéditionnaire est projeté en Tunisie (1881) mais également pour les différentes guerres coloniales au Tonkin, à Madagascar et au Maroc.

### Première Guerre mondiale
Le régiment a participé à de nombreuses batailles et a été sur tous les fronts[Lesquels ?]. 

#### Affectations

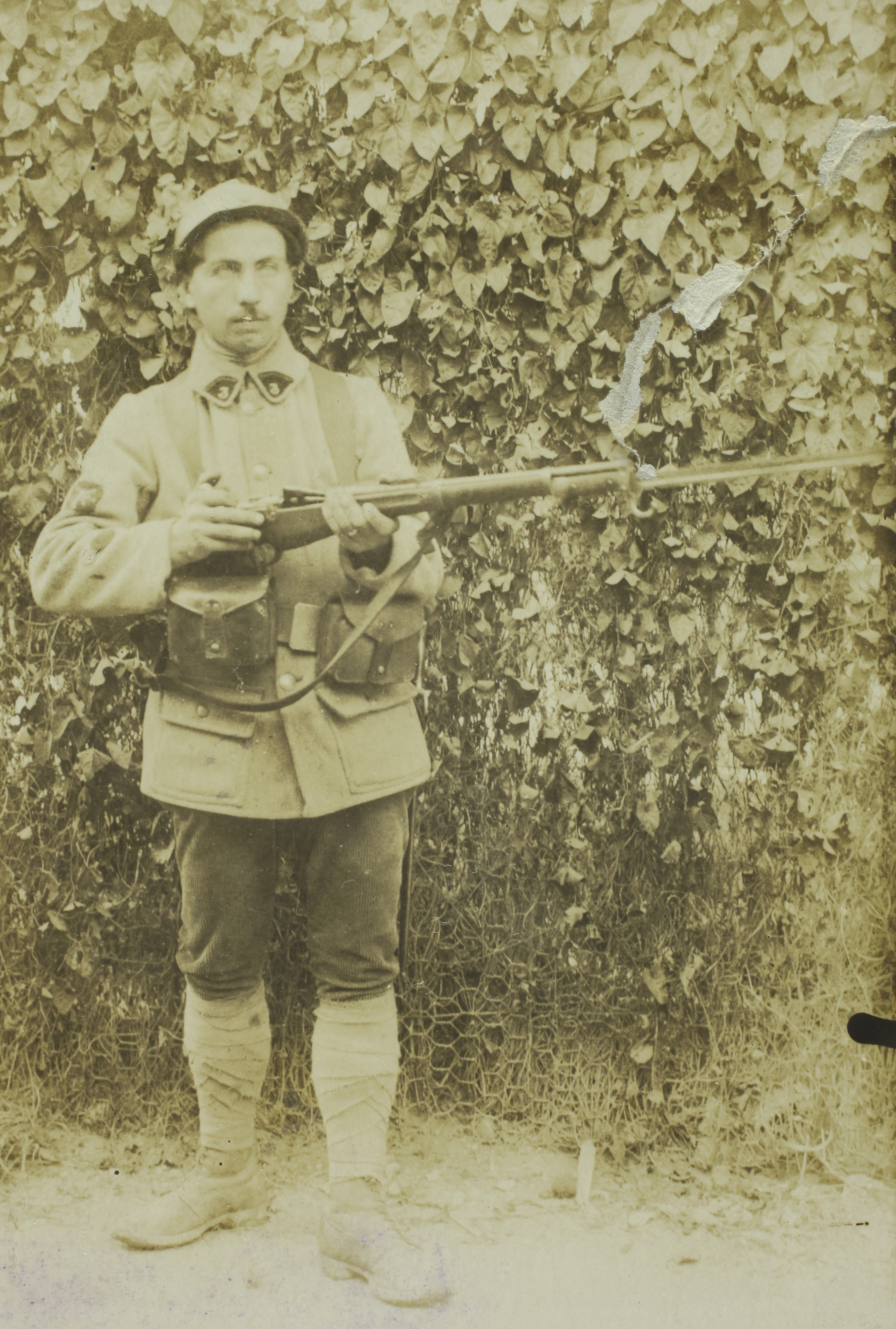
Portrait de Louis Donnat, un soldat d'une des compagnies du 3e génie, vers août 1916.

Lors de la déclaration de guerre, le 3e régiment du génie, situé à Arras, est dissous et laisse place au dépôt de guerre du Génie no 3.

#### 1914
Dès le 6 août les compagnies actives, aussitôt formées, partent à la frontière. Il est constitué de compagnies divisionnaires et de corps d'armée, appartenant au 1er, 2e et 3e Bataillon du Génie. Compte tenu des combats, le dépôt de Guerre est replié sur Les Ponts-de-Cé, près d'Angers. Ce sont 98 Compagnies qui seront ainsi formées pour combattre sur tous les fronts.
Du 28 août au 8 septembre 1914 au Siège de Maubeuge mais aussi au Fort de Leveau  et la Bataille de l'Yser.

#### 1916
En 1916,  le régiment a participé à la Bataille de Verdun, aux combats de la côte 108, en Argonne, dans le bois d'Ailly et les galeries souterraines des Éparges, dans la Campagne d'Orient.

#### 1918
En 1918, le 3e régiment du génie a combattu à la bataille de Reims Ouest.
De 1914 à 1918, le 3e régiment du génie recueille 67 citations, dont 30 à l'ordre de l'Armée. De nombreuses compagnies du régiment reçoivent la Fourragère aux couleurs du ruban de la Croix de guerre 1914-1918. Il a 3 006 morts dont 75 officiers et 236 sous-officiers.

### Entre-deux-guerres

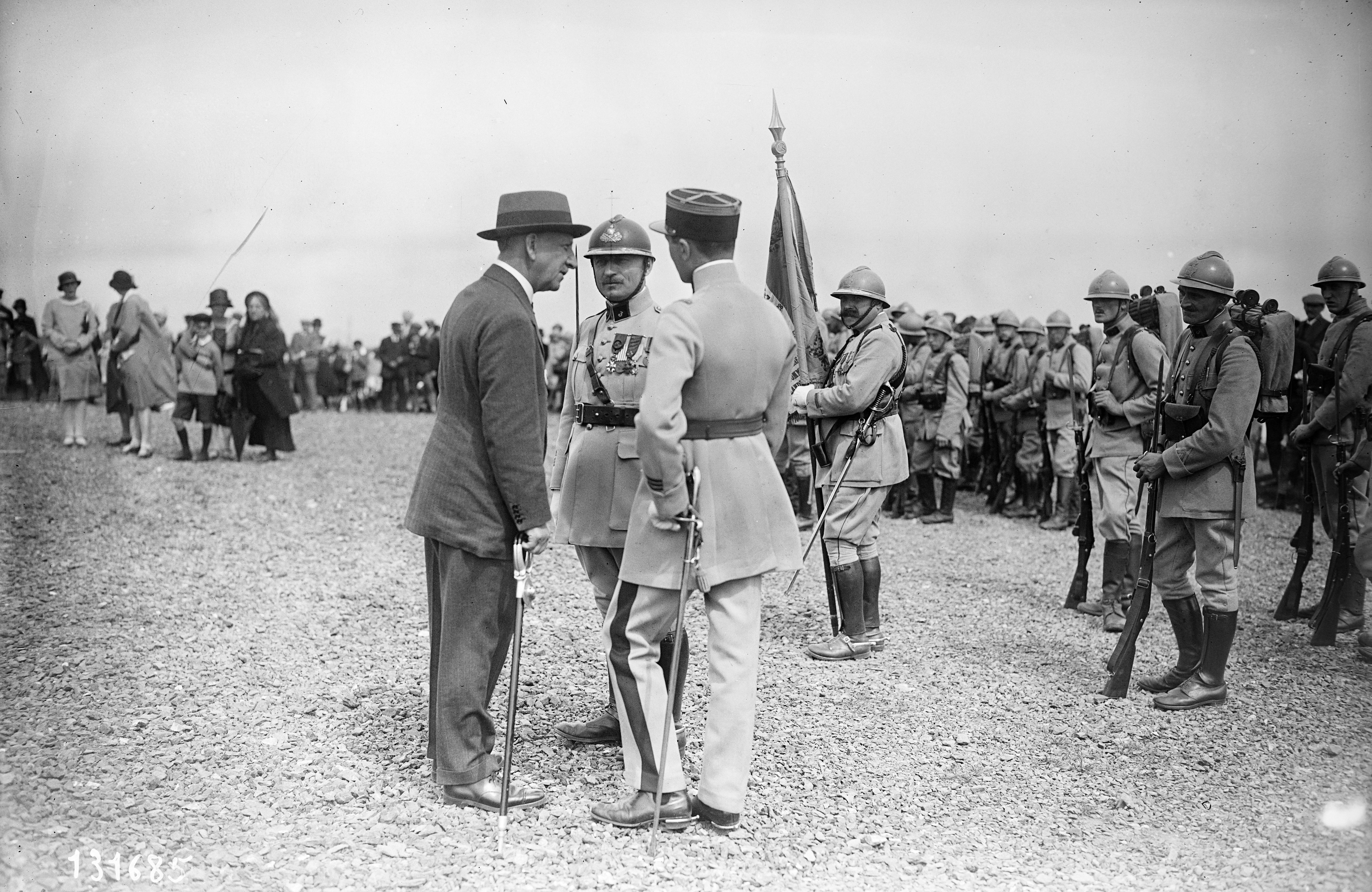
Le colonel, le drapeau et des soldats du 3e régiment du génie avec le général britannique Sydney Crookshank à gauche, le 7/8/1928 à la nécropole nationale de Notre-Dame-de-Lorette.

Le régiment tient garnison à Arras jusqu'en 1939. Un détachement est envoyé à Versailles pour participer à l'expérimentation des divisions cuirassées.

### Seconde Guerre mondiale
Lors de la mobilisation pour la Seconde Guerre mondiale, le régiment fait partir ses compagnies actives, puis cède la place au centre mobilisateur du Génie no 3 qui fusionnera avec le DG. Il est commandé par le Colonel Guerit.
En 1944, des compagnies du régiment sont créées pour participer au déminage des plages du débarquement en Normandie. 

### De 1945 à nos jours
En 1947, les Troupes d'Occupation Allemandes et les Forces d'Occupation d'Autriche sont restructurées. Le 3e régiment du génie est dissous.
En France, dans les Ardennes, est créé le 3e bataillon du génie destiné à la 3e DB. La portion centrale de ce bataillon part au Maroc en 1956, puis passe en Algérie en 1957. Le 3e régiment du génie est recréé après la guerre d'Algérie en 1962.
Le 3ème RG appartient à la 2ème Division Blindée (Division LECLERC) en 1990/91
Les déploiements en opération : 
- Opération Daguet, 1991 : compagnie de combat blindée (EBG)

- Bosnie, 1996 : division Salamandre, Mandat SFOR.
- Kosovo, 1999 : division LECLERC, 1er mandat avec le Régiment Étranger de Génie.
- Kosovo, septembre 2000 à février 2001 : Brigade Multinational Nord, BATGEN 5.
- Afghanistan, septembre 2003 à janvier 2004 : opération Pamir, compagnie d'appui.
- Côte d'Ivoire, 2004 : Opération Licorne, 1ère et 3ème compagnies de combat du Génie.
- Liban : FINUL 2.
- Afghanistan, novembre 2008 : au sud de Kaboul, l'adjudant Nicolas Rey, spécialiste du déminage, a été victime d'un engin explosif, lors d'une reconnaissance à pied, dans le cadre d'une mission d'encadrement et de formation de l'armée nationale afghane. Un autre sous-officier du régiment, grièvement blessé par cette même explosion, a alors dû être amputé d'un pied. 22 mai 2010, le capitaine Christophe Barek-Deligny est mortellement blessé en intervenant au sein d'une équipe de déminage aux côtés de soldats néerlandais et afghans par le déclenchement d'un engin explosif improvisé.
- République Centrafricaine, 2015 : opération Sangaris, 1ère et 3ème compagnie de combat du Génie. Le régiment sera décoré de la croix de la valeur militaire avec étoile de bronze en 2022 pour les actions menées au cours de cette opération.
- Mali, 2015-2021 : opération Barkhane, 1ère, 2ème, 3ème, 4ème compagnies de combat et compagnie d'appui.
- Niger, 2022-2023 : 1ère et 3ème compagnies de combat, compagnie d'appui. Opérations françaises au Sahel.
- Roumanie, 2022-2023 : mission AIGLE, 2ème et 3ème compagnies de combat.

À la suite de la réforme des armées lancée en 2008, après l'adoption du livre blanc sur la défense, le 24 juillet 2008, François Fillon (Premier ministre) et Hervé Morin (Ministre de la Défense) ont dévoilé la réforme de la carte militaire et les restructurations régimentaires. Le 3e Régiment du Génie sera maintenu à Charleville-Mézières et augmenté de 150 hommes.
Actuellement, le 3ème régiment du génie est composé de 4 compagnies de combat à 4 sections, d'une compagnie d'appui regroupant les sections spécialisées du régiment (fouille opérationnelle, plongeurs de combat du génie, appui au déploiement, travaux sommaires, eau et électromécanique, EOD), d'une compagnie de commandement et de logistique et d'une unité d'intervention de réserve.

## Faits d'armes
Il porte, cousues en lettres d'or dans ses plis, les inscriptions suivantes :
- Château de Morée 1828
- Alger 1830
- Constantine 1837
- Sébastopol 1854-1855
- Extrême-Orient 1884-1885
- Verdun-L'Aisne 1916-1917
- La Somme 1916
- Flandres 1918
- Italie 1943-1944

## Chefs de corps du 3e régiment du génie
- 1814 - 1815 : Colonel Sébastien Raphael Théodore Izoard
- 1815 - 1815 : Lieutenant-colonel Constantin (intérim et licenciement)
- 1816 - 1821 : Colonel Marquis Joseph Jules de Foucauld (décédé lors de son commandement)
- 1821 - 1830 : Colonel Édouard Brandouin de Balaguier marquis de Beaufort d'Hautpoul,
- 1831 - 1833 : Colonel Joseph Gabriel Obry
- 1834 - 1836 : Colonel baron Charles Étienne Pretet
- 1837 - 1840 : Colonel Firmin Claude Parnajon
- 1841 - 1845 : Colonel Jean-Baptiste Fortuné Romphleur
- 1846 - 1847 : Colonel François Henri Ernest de Chabaud-Latour
- 1848 - 1851 : Colonel François Dautheville
- 1852 - 1854 : Colonel Grégoire Gaspard Félix Goffinière de Nordeck (commandant de l'École polytechnique de 1860 à 1865)
- 1855 - 1858 : Colonel Albert Eugène Le Baron
- 1859 - 1863 : Colonel Hippolyte Joseph Marie Danet
- 1864 - 1868 : Colonel Jean Durand De Villers (commandant de l'École polytechnique de 1873 à 1876)
- 1869 - 1874 : Colonel François Bressonnet (commandant la division du génie de la garde à compter de 1870)
- 16 septembre 1870 - 10 octobre 1870: Lieutenant-colonel Rousseau (nommé à Tours)
- 10 octobre 1870 - 7 juin 1871 intérim du major (puis Lcl) Alexandre Louis Désiré Sanglier
- 7 juin 1871 - 4 novembre 1874 retour du colonel François Bressonnet (* nommé général le 4 novembre 1874)
- 1874 - 1876 : Colonel Alexandre Louis Désiré Sanglier
- 1877 - 1878 : Colonel Jacques Léon Gallimard (commandant de l'École polytechnique de 1879 à 1880)
- 1879 - 1881 : Colonel Charles Peaucelier (à l'origine du dispositif Peaucelier)
- 1882 - 1884 : Colonel Jules Auguste Varaigne
- 1885 - 1886 : Colonel Albert Nicolas Mengin Lecreulx
- 1887 - 1888 : Colonel Georges Alphonse Revel de Breteville
- 1889 - 1890 : Colonel André Théodore Jules Gripois
- 1891 - 1893 : Colonel Auguste Virgile Jean Lehagre
- 1894 - : Colonel Louis Emile Chariot
- 1895 - : Colonel Emile Honoré Germain Massu
- 1896 - : Colonel Edouard Gabriel Georges Roux
- 1897 - : Colonel François Penel
- 1898 - 1901 : Colonel Armand Alphonse Dupommier
- 1902 - 1904 : Colonel Eugène Léon Gambiez (dernier CdC en résidence dans la citadelle d'Arras)
- 1905 - 1907 : Colonel Michel Henri Marie Coutanceau (défenseur de Verdun 1914-15)
- 1908 - 1909 : Colonel Charles Alexandre Lenoir
- 1910 - 1911 : Colonel Curmer (*)(commandant de l'École polytechnique de 1916 à 1919)
- 1912 - 1913 : Colonel Louis Seurre
- 1920 - 1922 : Colonel Emile Auguste François Potez (réalisation du Mémorial-Chapelle d'Arras où il repose auprès de la mémoire de ses sapeurs)
- 1922 - 1926 : Colonel Georges Charles Duperray
- 1927 - 1928 : Colonel Barthelemy
- 1929 - 1931 : Colonel Pierre Joseph Herbillon
- 1932 - 1933 : Colonel Barthélémy Joseph Alexandre Piraud (* en 1937)
- 1934 - 1935 : Colonel Adolphe Pierre Henry Séron
- 1936 - 1937 : Colonel François Marie Thouénon
- 1938 - 1939 : Colonel Olivier
- 1939 - dépôt de Guerre no 3 Colonel Guérit (qui sauve le drapeau ; il meurt en camp de prisonniers)
- 1940 - 1942 : Bataillon d'armistice à Castel: chefs de bataillons : Leygues, Frédéric Donet (*), Creissen et F..
- 1943 : Bataillon en Afrique du Nord Hussein Dey chef de bataillons Legendre (3°BG de plage)
- 1944 : Bataillon de déminage à Houlgate : capitaine Dominique de Feraudy (3e BG de démineurs)
- 1942 - 1943 : chef de bataillons Carpentier (180°BG, ex Méditerranée/ Niger)
- 1944 - 1945 : chef de bataillons Pont (**)
- 1945 - 1947 : Lieutenant-colonel Creissen (redevenu régiment et 3e Génie)
- 1947 - 1949 : chef de bataillons Serraz
- 1949 - 1953 : Lieutenant-colonel Schilling
- 1953 - 1955 : Lieutenant-colonel Abdon Robert Casso(*)
- 1955 - 1956 : chef de bataillons Soize
- 1956 - 1957 : chef de bataillons Mattei
- 1957 - 1958 : chef de bataillons Gaveau
- 1958 - 1960 : chef de bataillons Gauvin
- 1960 - 1961 : chef de bataillons Langenbach
- 1961 - 1962 : chef de bataillons Pencenat
- 1962 : chef de bataillons Cassan
- 1962 - 1963 : Colonel Nardin
- 1963 - 1964 : Colonel Isnard
- 1964 - 1966 : Colonel Perrin
- 1966 - 1968 : Colonel Louis Primaux
- 1968 - 1970 : Colonel Michel Deroussen
- 1970 - 1972 : Colonel  Robert Anne Marie Dubois
- 1972 - 1974 : Colonel Raymond Coutenceau (***)
- 1974 - 1976 : Colonel Jean Delmas (**)
- 1976 - 1978 : Colonel Guy Chaumeret (*)
- 1978 - 1980 : Colonel Alain Creff
- 1980 - 1982 : Colonel Claude Angelini
- 1982 - 1984 : Colonel Yves Cabon (**)
- 1984 - 1986 : Colonel Pierre Le Blavec (*)
- 1986 - 1988 : Colonel Hervé Richaud
- 1988 - 1990 : Colonel Marc Chamberland (**)
- 1990 - 1992 : colonel Hubert Lorioz  (*)
- 1992 - 1994 : Colonel Alain Merret
- 1994 - 1996 : Colonel Joly (***), (2011) inspecteur général de l'armée de terre
- 1996 - 1998 : Colonel Rémy Duval  (*)
- 1998 - 2000 : Colonel Alain Kerriguy (*)
- 2000 - 2002 : Colonel Dominique Sanmarty (**)
- 2002 - 2004 : Colonel Romain Grosset (*)
- 2004 - 2006 : Colonel Jean Michel Bonnaure
- 2006 - 2008 : Colonel Roland Lecoeur
- 2008 - 2010 : Colonel Thierry Marotte
- 2010 - 2012 : Colonel Olivier Meriau (*)
- 2012 - 2014 : Colonel Brice Bertrand
- 2014 - 2016 : Colonel Charles Michel
- 2016 - 2018 : Colonel André Sanchez
- 2018 - 2020 : Colonel Jérôme Logeais
- 2020 - 2022: Colonel Damien Carlier
- 2022 - 2024: Colonel Rémy Hemez
- 2024 -  : Colonel Jérôme Pâris

(*) Officier qui devint par la suite général de brigade.
(**) Officier qui devint par la suite général de division.

## Décorations
Sa cravate est décorée de la Croix de guerre 1939-1945 au titre du 180e bataillon du génie en Italie. Le régiment a été également décoré le 8 mai 2014 de la Croix de la Valeur Militaire, avec étoile de vermeil, pour l'ensemble de son action en Afghanistan et, en 2022, de la croix de la Valeur Militaire avec étoile de bronze pour les missions menées en Centrafrique dans le cadre de l'opération Sangaris.
La fourragère aux couleurs du ruban de la Croix de guerre 1914-1918.

## Hommages
La promotion 2011-2012 du 4ème bataillon de l'école spéciale militaire de Saint-Cyr porte le nom du chef de bataillon Barek Deligny, officier du régiment tué en Afghanistan le 22 mai 2010.
Le 6 septembre 2014, lors des commémorations du centenaire de la Grande Guerre, une cérémonie rend hommage au drapeau du 3e régiment du génie ainsi qu'à la ville d'Arras,.
Une exposition intitulée « Charleville-Mézières et son régiment, une histoire de génie » et consacrée au 3e régiment du génie est présentée au musée de l'Ardenne de Charleville-Mézières, en France, du 11 novembre 2023 au 11 février 2024. L'exposition présente des objets présentant l'histoire du régiment, de ses membres et de ses actions, présentés au sein de l'exposition permanente du musée. Une visite commentée est réalisée à trois reprises par un réserviste du régiment.

## Devise
"Ardennes tiens ferme", est une inspiration de celle du secteur fortifié des Ardennes en 1940. Reprise par le 3e génie en 1983, elle symbolise la présence du régiment dans les Ardennes depuis 1947.

## Insignes

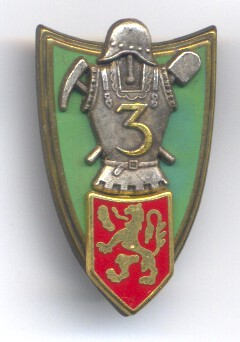
Arras (1939)
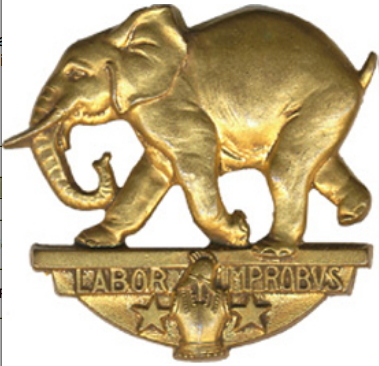
Versailles (avant 1939)
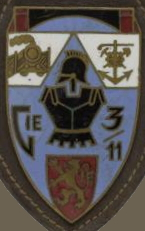
3e Bataillon du Génie / 11e compagnie
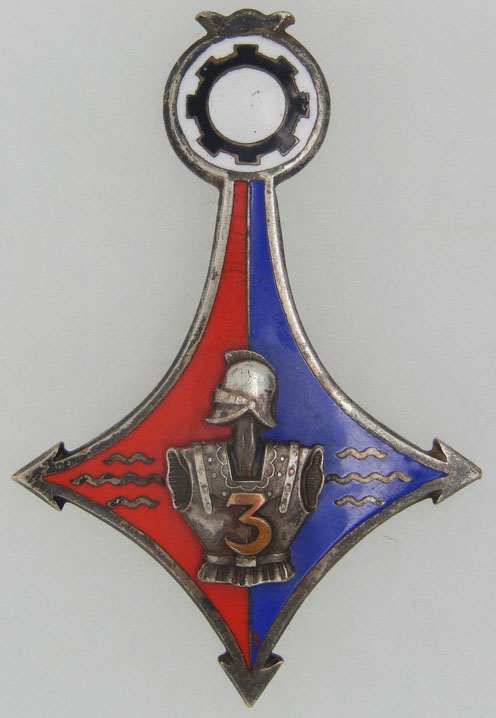
Rastatt-1947
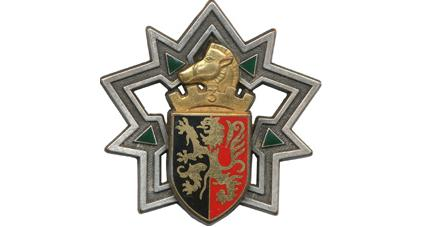
Charleville-Mézières (1947)
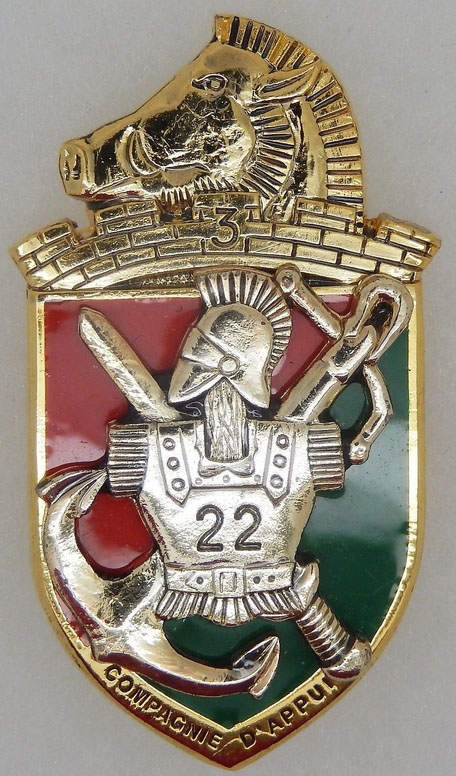
Cie d'appui
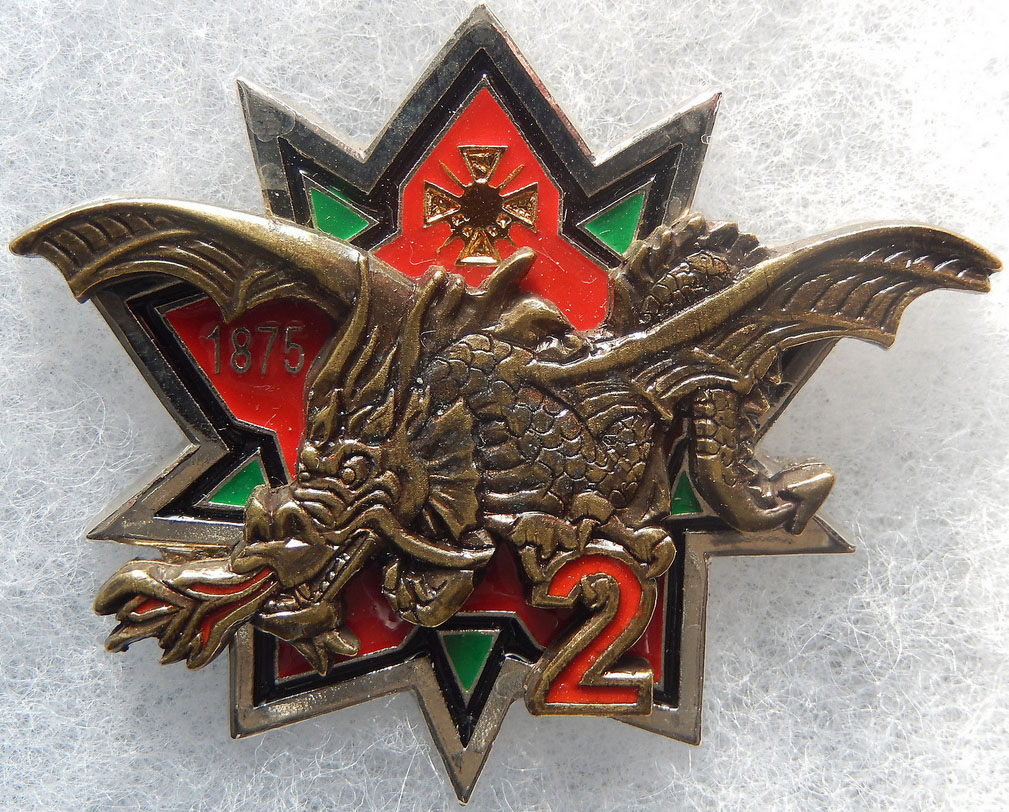
2e Cie
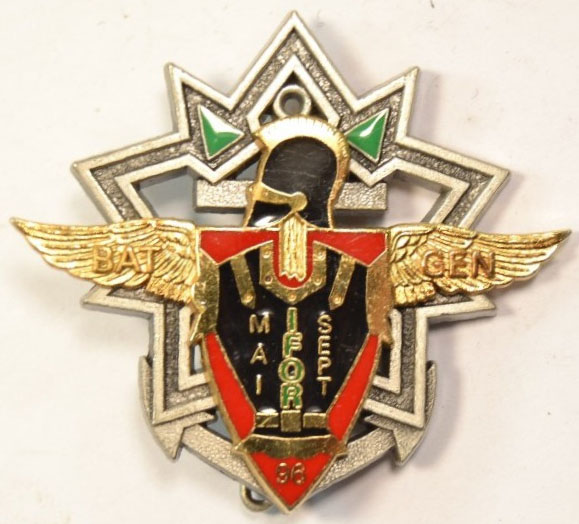
3e Régiment du Génie - 1996 BATGEN - IFOR

Héraldique :
- 3e R.G (Arras) :  Écu ancien incurvé en chef de sinople bordé d'argent à une cuirasse et en pot-en-tête du même brochant un pic et une pelle en sautoir, frappée du chiffre 3 d'or et soutenue d'un écusson de gueules à lion d'or.

Fab : Arthus-Bertrand - Drago. Non homologué.
- 3e R.G (détachement de Versailles) : Éléphant passant sur un socle portant une cuirasse et pot-en-tête du génie accostée de la devise LABOR IMPROBUS et de deux étoiles. Le tout en bronze.

Fab : Arthus-Bertrand. Non homologué
- Cie 3/11 :Écu ancien d'azur sommé en chef d'un pont de sable aux piliers de gueules, à une cuirasse et un pot-en-tête de sable, soutenu d'un écusson de gueules à lion d'or, et accostés en chef dextre sur fond blanc d'une locomotive sortant d'un pont d'or et à senestre d'une ancre brochée d'une roue dentée, d'un pelle et d'une pioche du même. En flandextre, inscription Cie et à senestre 3/11 de sable.

Fab : Arthus-Bertrand. Non homologué
- 3e R.G : Croix du sud partie de gueules et d'azur brochée d'une cuirasse d'or au chiffre 3 et d'un pot-en-tête et sommée dans un cercle d'émail blanc, d'une roue dentée de sable .

Fab : Chabillon . Homologué H 210 le 13/06/1947.
- 3e B.G-3e R.G : Écu ancien parti de sable et de gueules à un lion timbré d'une couronne au chiffre 3 sommé d'une hure de sanglier, le tout brochant une citadelle ajourée aux redans de sinople

Insigne homologué H 586 le 9 décembre 1947, fabriqué par : Drago, Delessart et Fraisse.
Le Fort bastionné représente les fortifications à la Vauban de la citadelle d'Arras, la couleur verte dans les redans rappelle les champs de bataille des Flandres et de l'Artois en 1914-1918.
L'écu français aux couleurs du génie supporte le lion des Flandres qui se trouvait sur la porte d'Arras avant sa destruction en 1914-1918. La couronne crénelée symbolise Mézières, la hure du sanglier les Ardennes.
La première représentation de cet insigne a été réalisée en août 1947 en ferronnerie, à la citadelle Bayard à Mézières par le sapeur Maillard. (J P G.)

## Composition aujourd'hui
Le 3e régiment du génie est composé de 7 compagnies : 
- 1re compagnie de combat du génie.
- 2e compagnie de combat du génie, "les dragons".
- 3e compagnie de combat du génie, "les tricératops".
- 4e compagnie de combat du génie, "les phoenix".
- 5e compagnie de réserve, "les éléphants".
- Compagnie d'appui, anciennement dénommée "22e compagnie d'appui".
- Compagnie de commandement et de logistique.

## Personnalités ayant servi au3eRG
- Jean Louis Michel, 1er Maître d'armes du régiment de 1816 à 1830 (voir aussi, le duel madrilène).
- Christophe Louis Juchault de Lamoricière, lieutenant à la 1re compagnie du 1er Bataillon. Lors de la prise d'Alger, il hisse le drapeau français sur la résidence du Bey. Il est l'un des fondateurs des Zouaves.
- Louis Grignon qui a servi de 1855 à 1868 comme officier d'administration.
- le Père du poète Verlaine, qui a servi au régiment comme capitaine.
- Louis Rossel, officier au régiment. Il prend le parti de la Commune dont il devient l'un des principaux chefs militaires. Fusillé le 28 novembre 1871 sur le plateau de Satory.
- Auguste Louis Adrian, a servi de 1882 à février 1886 comme lieutenant.
- Jacques Théodore Saconney, en 1910, capitaine à la compagnie 6/5 de sapeurs-aérostiers au Camp de Châlons. En 1911, il est le chef du dépôt d'aéronautique militaire à Reims[6].
- Général d'aviation Edmond Boom (sergent puis sergent major de 1914-1916).
- Général Frédéric Léon Donet, engagé volontaire qui sert au régiment du grade de sapeur de 2e classe à celui de commandant[7].
- Hugues Krafft, qui a servi dans l'unité en tant qu'engagé volontaire.
- Maurice Thorez[8], qui fait son service militaire au 3e RG, et accède au grade de caporal.
- André Henry (1903-1940), résistant français, Compagnon de la Libération.
- Paul Neuville (1896-1975), résistant français, Compagnon de la Libération.
- Albert Souques (1890-1952), résistant français, Compagnon de la Libération.

## Sources et bibliographie
- Historique du 3e régiment du génie pendant la campagne 1914-1918 sur Gallica
- Précis des unités du Génie de 1793 à 1993 (ND) par le Cne(er) Giudicelli et le Maj(er) Dupire.
- « Manuel complet de fortification par H. Plessix et É. Legrand-Girarde. 3e édition 1909 » la 4e partie, page 743 et suivante, trait de l'organisation du Génie, des missions et travaux du Génie.
- Historique manuscrit du Cne Anquetil 1886
- Historique du 3e RG 1984 Berger et Garnier
- Jean-Pierre Garnier, Ardennes, tiens ferme ! : le 3e Régiment du génie, Panazol, Lavauzelle, 2006, 173 p. (ISBN 978-2-7025-1295-1, OCLC 469918065)
- Jacques Dupire, Les insignes du génie : essai d'inventaire et de classement, Vincennes, Service historique de l'armée de terre, 1986 (ISBN 978-2-86323-036-7, OCLC 645453977)
- Jacques Mirlier, Les insignes officiels de l'Armée de terre, Migné-Auxances, France, I.D.M, 1986, 154 p. (ISBN 978-2-906370-00-5, OCLC 462159599).